# Hauptstädtische Raumflugkörper
Die Hauptstädtische Raumflugkörper GmbH (chinesisch 首都航天机械有限公司, Pinyin Shǒudū Hángtiān Jīxiè Yǒuxiàn Gōngsī), auch bekannt als „Fabrik 211“ oder „Capital Astronautics Machinery Company“, ist das am 7. März 1983 als Tochtergesellschaft ausgegliederte Stammwerk der Chinesischen Akademie für Trägerraketentechnologie im Straßenviertel Donggaodi des Pekinger Stadtbezirks Fengtai. Heute werden dort vor allem die Trägerraketen der Familien Langer Marsch 2 und Langer Marsch 3 sowie die Interkontinentalrakete Dongfeng 5 gefertigt.

## Geschichte
Die Hauptstädtische Raumflugkörper GmbH geht zurück auf eine staatliche Flugzeugfabrik, die ab September 1910 auf dem Truppenübungsplatz Nanyuan südlich von Peking errichtet wurde. Der erste Testflug eines mit aus Japan importierten Teilen gebauten Flugzeugs fand im März 1911 statt. Wegen Maschinenschadens stürzte die Maschine jedoch ab, der Pilot wurde schwer verletzt.
Nach der Xinhai-Revolution und der Gründung der Republik China am 1. Januar 1912 wurde die Fabrik ab März 1913 stark ausgebaut. Es wurde ein eigenes Arbeiterwohnheim errichtet und aus Frankreich und Großbritannien importierte Flugzeuge gewartet. Außerdem wurde, an die Fabrik angeschlossen,  die Luftfahrtschule Nanyuan (南苑航空学校) gegründet. Ab Oktober 1913 wurde ein eigener chinesischer Doppeldecker mit Druckschraube konstruiert, der mit einem in der Rüstungsfabrik Hanyang (汉阳兵工厂) nachgebauten 80-PS-Motor der französischen Firma Gnome und einem ebendort hergestellten Maschinengewehr ausrüstet war und ab 1914 bei der Truppe zum Einsatz kam.
1915 wurde an der Luftfahrtschule die erste chinesische Fliegerbombe entwickelt, die am 7. Juli 1917  im Rahmen der Niederschlagung eines monarchistischen Putschversuchs in Peking erstmals eingesetzt wurde.
Im Zuge der Schlacht um Peking-Tianjin übernahmen die japanischen Besatzungstruppen am 29. Juli 1937 die vollständige Kontrolle über Peking und die Einrichtungen in Nanyuan. Nach der Kapitulation Japans 1945 ging die Flugzeugfabrik jedoch wieder in den Besitz des chinesischen Staates über, die Kuomintang-Regierung ließ dort die Maschinen ihrer Luftstreitkräfte warten.
Am 31. Januar 1949 wurde Peking an die Rote Armee übergeben. In der Stadt wurde zunächst eine Militärverwaltung (北平军事管制委员会) eingerichtet. Am 4. Februar 1949 wurde die Flugzeugfabrik vom Büro für die Übernahme der Kontrolle über die Luftfahrt bei der Abteilung für Militärangelegenheiten (军事部航空接管处) in der Militärverwaltung – die auch für zivile Angelegenheiten zuständig war – übernommen. Das Personal, das in der Übergangsphase meist nicht mehr zum Dienst erschienen war, kehrte nach entsprechenden Bekanntmachungen wieder an seinen Arbeitsplatz zurück.
Die Fabrik wurde zunächst in „Luftfahrt-Reparaturfabrik Nanyuan“ (南苑航空修理工厂) umbenannt, nach der Einrichtung eines Büros für Luftfahrt bei der Revolutionären Militärkommission des Chinesischen Volkes am 30. März 1949 dann in „11. Luftfahrt-Reparaturfabrik“ (航空第十一修理工厂). Als am 7. August 1952 das „Zweite Ministerium für Maschinenbauindustrie“ (第二机械工业部) gegründet wurde, das damals für Infanteriewaffen, Panzer und Flugzeuge zuständig war, wurde die Fabrik diesem Ministerium unterstellt. Gemäß der damaligen Nomenklatur wurde der Name daher in „Fabrik 211“ (二一一厂) geändert, also „2. Ministerium, 11. Fabrik“. Nun wurden dort die Mikojan-Gurewitsch MiG-15 der Luftstreitkräfte der Volksrepublik China gewartet. Für die Außendarstellung wurde im Juni 1957 der Name „Staatliche Maschinenbaufabrik Hauptstadt“ (国营京都机械厂) festgesetzt, die Bezeichnung „Fabrik 211“ blieb jedoch bis heute geläufig.
Am 15. Oktober 1957 unterzeichnete Vizepremier Nie Rongzhen in Moskau das „Übereinkommen zwischen der Chinesischen Regierung und der Regierung der Sowjetunion über die Herstellung neuartiger Waffen und militärischer Ausrüstung sowie den Aufbau einer umfassenden Atomindustrie in China“. Auf der Basis dieses Übereinkommens wurde in der Fabrik 211 ab November 1957 der zweisitzige Strahltrainer MiG-15UTI in Lizenz gebaut. Die Zusammenarbeit mit der Sowjetunion lief von Anfang an nicht völlig reibungslos. So wurde der Fabrik zum Beispiel ein Musterexemplar des Strahltrainers zur Verfügung gestellt, es fehlten aber wichtige Planzeichnungen. Während die Ingenieure den Fertigungsprozess zu rekonstruieren versuchten, nahmen sie Änderungen an der ursprünglichen Konstruktion vor, entwarfen einige Teile neu. Im Ergebnis war die chinesische Version des Flugzeugs besser als die sowjetische.
Von diesem Erfolg ermutigt begann man im Juli 1958, in der frühen, vom Enthusiasmus getragenen Phase des Großen Sprungs nach vorn, das leichte Transportflugzeug „Hauptstadt 1“ (首都一号) zu konstruieren. Nur 68 Tage später, am 29. September 1958, absolvierte der Prototyp seinen Erstflug. Das Fahrwerk des von zwei Fünfzylinder-Sternmotoren vom Typ Schwezow M-11FR angetriebenen Flugzeugs konnte nicht eingefahren werden, und die Aerodynamik war mangelhaft. Letzteres wurde in der überarbeiteten Version „Hauptstadt A“ (首都-A) etwas verbessert, aber der Luftwiderstand war immer noch zu groß und die tragende Struktur zu schwer. Das Flugzeug ging nie in die Serienfertigung.
Bereits im Juni 1958 war die Fabrik 211 jedoch dem 1. Zweiginstitut des 5. Forschungsinstituts des Verteidigungsministeriums zugeteilt worden, der heutigen Akademie für Trägerraketentechnologie. In der Fabrik wurden zwar zunächst weiterhin MiG-15 gewartet, gleichzeitig arbeitete man aber auch an Chinas erster ballistischer Rakete, ein Nachbau der sowjetischen R-2, der später unter der Bezeichnung Dongfeng 1 bekannt werden sollte. Die Dongfeng 1, eine Kurzstreckenrakete mit einer Reichweite von 590 km, absolvierte am 5. November 1960 ihren Erstflug, am 29. Juni 1964 folgte die nuklear bestückbare Mittelstreckenrakete Dongfeng 2 und am 26. Dezember 1966 die ebenfalls nuklear bestückbare Mittelstreckenrakete Dongfeng 3.
Nach dem Ausbruch des Vietnamkriegs wurden im Rahmen der „Dritten Front“ zahlreiche Produktionsbetriebe ins sichere Landesinnere verlegt. Für die Mittelstreckenraketen wurde im Kreis Yuan’an, Provinz Hubei, ab August 1970 die „Basis 066“ gebaut. Entwicklung und Bau der Interkontinentalrakete Dongfeng 5 blieb jedoch in Peking. Der erste, nur teilweise erfolgreiche Testflug erfolgte am 10. September 1971, und die verbesserten Versionen der Rakete werden bis heute in der Fabrik 211 hergestellt.
Neben ballistischen Raketen werden in der Fabrik 211 seit 1966 unter dem Markennamen „Changzheng“ bzw. „Langer Marsch“ auch Trägerraketen hergestellt. Die Changzheng 1 brachte bei ihrem Erstflug am 24. April 1970 den Propagandasatelliten Dong Fang Hong I ins All. Der letzte, fehlgeschlagene Flug dieser Rakete erfolgte am 3. Januar 2002. Insgesamt gab es nur fünf Starts dieses Typs. Auch nach der Indienststellung des Nachfolgemodells Langer Marsch 2 am 5. November 1974 gab es in China zunächst nur wenige Raketenstarts. Bis 1982 fand meist nur ein Start pro Jahr statt, manchmal gar keiner.
Dennoch wurde die Fabrik 211 im Zuge der Reform- und Öffnungspolitik am 7. März 1983 aus dem mittlerweile in „1. Akademie“ umbenannten 1. Zweiginstitut ausgegliedert und mit einem Stammkapital von 339 Millionen Yuan die Hauptstädtische Raumflugkörper GmbH gegründet. Einziger Gesellschafter war das damalige Ministerium für Raumfahrtindustrie; es handelte und handelt sich bis heute um eine GmbH im Staatsbesitz.

## Geschäftsfelder
Von der Volksbefreiungsarmee werden gelegentlich durchaus Interkontinentalraketen gestartet, zu Testzwecken und für Übungen mit Abfangraketen.
Das Hauptprodukt der Raumflugkörper GmbH sind jedoch Trägerraketen vom Typ Langer Marsch 2C und 2D sowie Langer Marsch 3B. Im Jahr 2022 fanden 4 Starts mit verschiedenen Varianten der CZ-3B und 21 Starts mit unbemannten CZ-2-Raketen statt.
Seit 2021 finden außerdem jedes Jahr zwei Flüge mit der Changzheng 2F/G zur Chinesischen Raumstation statt. Langfristig sollen die von dieser Rakete transportierten Shenzhou-Raumschiffe durch das wiederverwendbare Bemannte Raumschiff der neuen Generation ersetzt werden. Dieses benötigt eine stärkere, in Tianjin hergestellte Trägerrakete, die Changzheng 10. Jene Rakete soll aber erst 2027 ihren Erstflug absolvieren, und danach noch einige weitere Testflüge, bis sie für den Personentransport zugelassen wird.
Abgesehen davon ist die Hauptstädtische Raumflugkörper GmbH seit dem 28. November 2008 mit 35 Millionen Yuan bzw. 70 % an der Changzheng Raketenbau GmbH (天津航天长征火箭制造有限公司) und seit dem 24. Dezember 2008 mit 135 Millionen Yuan bzw. 90 % an der Changzheng Technologiegeräte GmbH (天津航天长征技术装备有限公司) beteiligt, beides Tianjiner Tochterfirmen der Chinesischen Akademie für Trägerraketentechnologie. Dadurch verdient sie als Zulieferer auch an den schweren Trägerraketen, die für Bau und Betrieb der Raumstation sowie für Tiefraummissionen verwendet werden.
Auch an der superschweren Trägerrakete Langer Marsch 9 ist die Raumflugkörper GmbH beteiligt. Die Triebwerke für die Rakete, die 2028 ihren Erstflug absolvieren soll, werden von der Akademie für Flüssigkeitsraketentriebwerkstechnik hergestellt. Die sehr großen Düsen besagter Triebwerke liegen aber jenseits der technischen Möglichkeiten dieser Firma. So hat zum Beispiel die Düse des Triebwerks für die zweite Stufe an ihrem unteren Rand einen Durchmesser von 2,5 m, außerdem müssen in die Düsenwand Kühlkanäle gefräst werden – die Temperatur des Feuerstrahls beträgt fast 3000 °C, die Wärmestromdichte entspricht der auf der Oberfläche der Sonne – die mit einer teilweise nur 1 mm dicken, mit einem aufwendigen Diffusionshartlötverfahren befestigten Außenwand abgedeckt werden. Dies erfordert Spezialmaschinen und erfahrene Handwerker, über die die Raumflugkörper GmbH verfügt. Daher wurde der Auftrag zur Herstellung der Triebwerksdüse an sie abgegeben.
Auch für die Herstellung der aus zwölf Blütenblatt-Segmenten zusammengeschweißten Tankböden der Rakete ist die Raumflugkörper GmbH zuständig. Im Juli 2021 wurde in Zusammenarbeit mit der Universität Zentral- und Südchinas (中南大学), Changsha, erstmals ein derartiger, 9,5 m Durchmesser besitzender Tankboden fertiggestellt.
Aus ähnlichen Gründen wurde im Februar 2006 der Auftrag für die Herstellung der Rumpfschale des Raumanzugs Feitian an die Raumflugkörper GmbH vergeben. An sich besitzt das Chinesische Raumfahrer-Ausbildungszentrum eine eigene Werkstatt für Raumanzugfertigung. Aber die aus einer Aluminiumlegierung bestehende, 9 kg schwere Rumpfschale besteht aus einem nur 1,5 mm dicken Blech; an ihr hängt die gesamte träge Masse des Raumanzugs, bei der seit 2021 verwendeten Version 130 kg. Das Formen der Schale und das präzise Verschweißen des dünnen Aluminiumblechs ist extrem anspruchsvoll, auch bei der Raumflugkörper GmbH musste man sich die Techniken erst erarbeiten. Am Ende wurden der Firma im Zusammenhang mit der Rumpfschale 10 Patente erteilt.
Im Jahr 2020 hatte die Hauptstädtische Raumflugkörper GmbH 4022 sozialversicherungspflichtige Angestellte.
Direktor der Firma ist seit dem 14. August 2021 Chen Jincun (陈金存), bis dahin stellvertretender Direktor.
Zu Umsatz und Gewinn macht die Firma keine Angaben.

## Tochterunternehmen
Zwischen 1993 und 2011 gründete die Hauptstädtische Raumflugkörper GmbH eine ganze Reihe von Tochtergesellschaften, die mittlerweile alle wieder aufgelöst sind. Stand 2021 besitzt die Raumflugkörper GmbH keine hundertprozentigen Tochterunternehmen mehr, sie ist aber mit 60 % bis 90 % an folgenden Firmen beteiligt, besitzt dort also die Kontrollmehrheit:
- Changzheng Technologiegeräte GmbH, Tianjin (天津航天长征技术装备有限公司)[27]
- Changzheng Raketengerätetechnologie GmbH, Peking (北京长征火箭装备科技有限公司)[28][29]
- Changzheng Raketenbau GmbH, Tianjin (天津航天长征火箭制造有限公司), auch bekannt als Changzheng Technologieentwicklung GmbH (天津航天长征技术发展有限公司)[30]
- Hauptstädtische Raumfahrtwissenschaft- und -technologieentwicklung GmbH, Peking (北京首航科学技术开发有限公司)[31]
- Hervorragende Raumfahrtfeinmechanik GmbH, Peking (北京航天卓越精密机械制造有限公司)[32]